# ساختمان بلندمرتبه

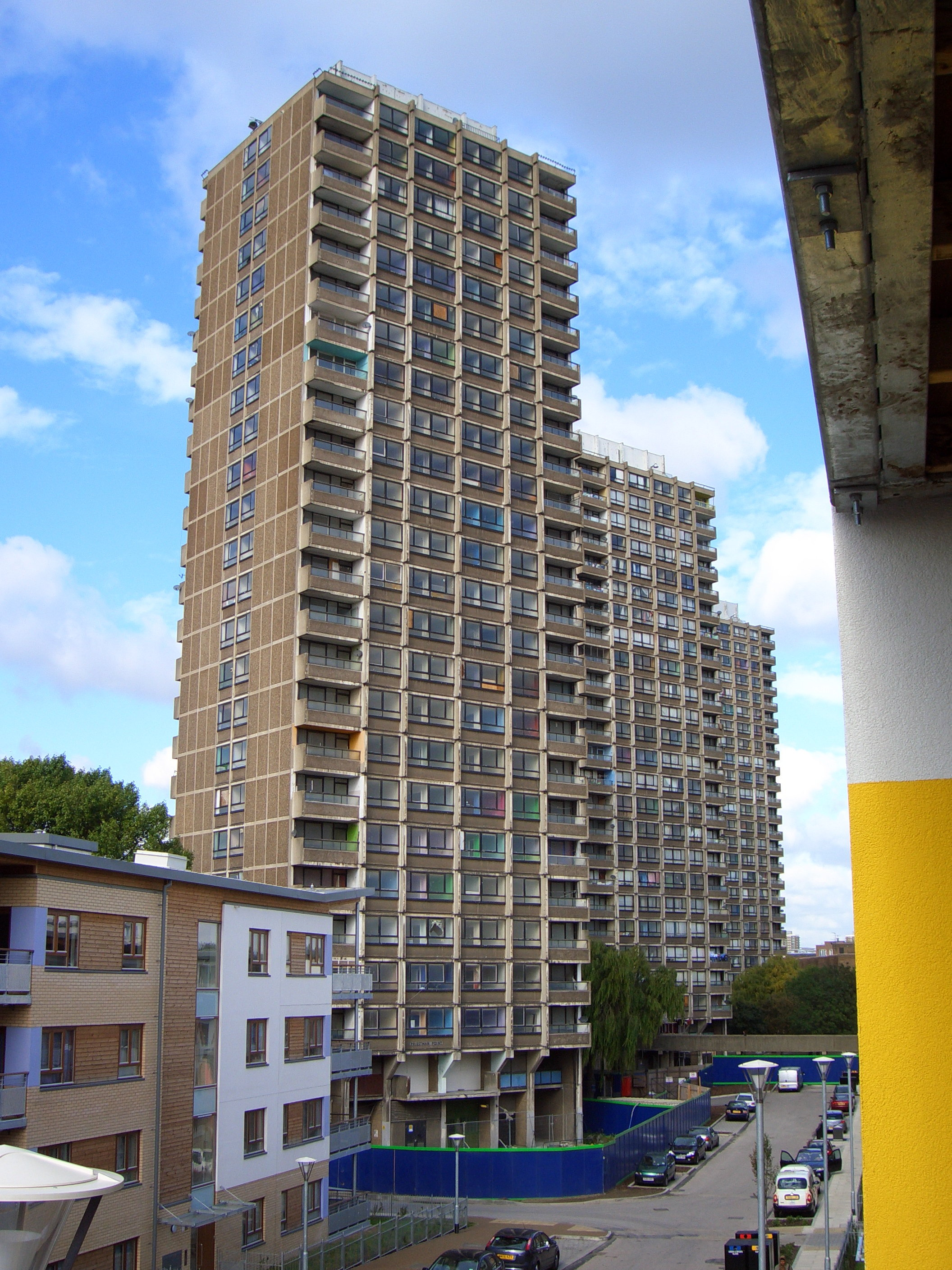
یک مجتمع آپارتمانی

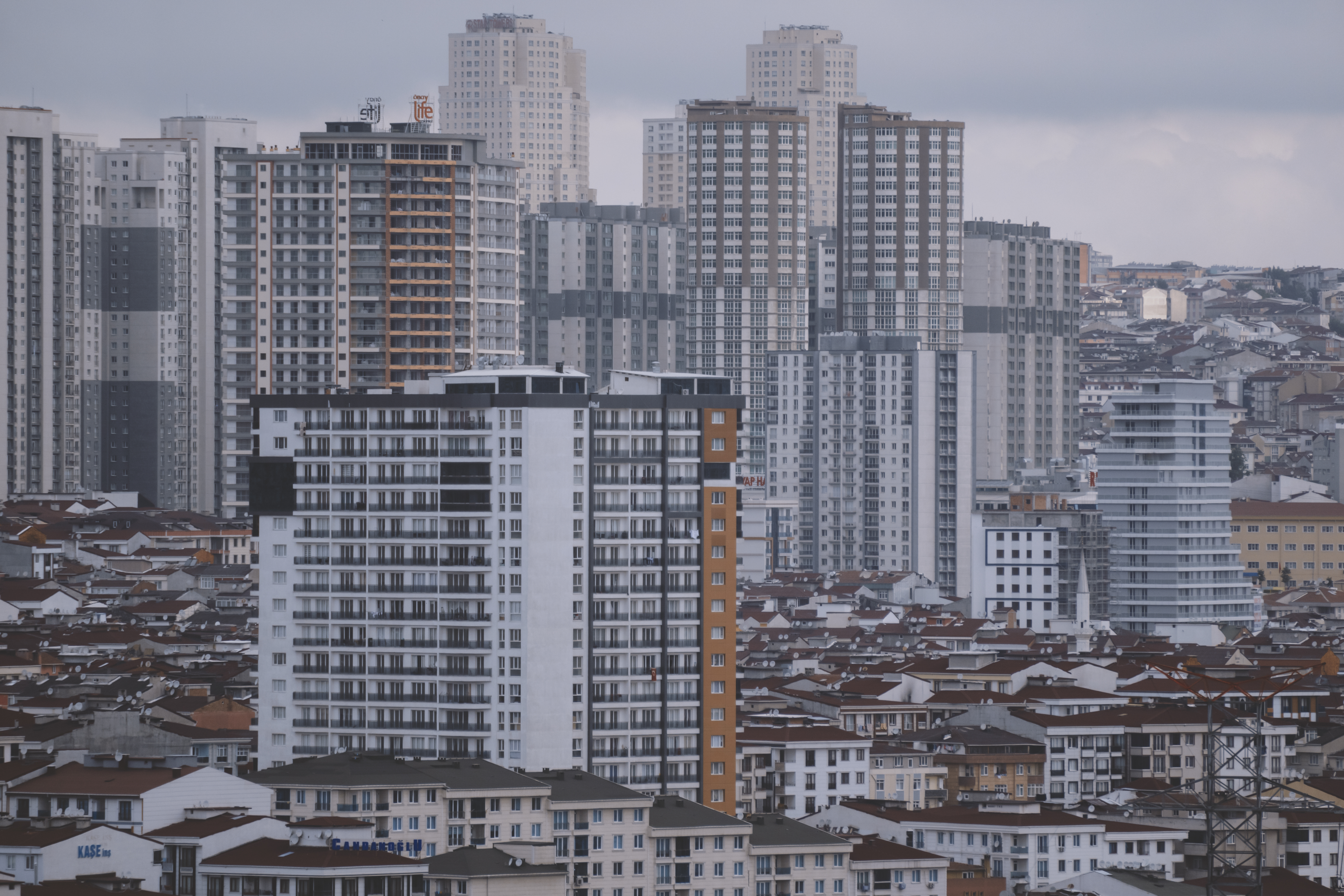
یک مجموعه آپارتمان در شهر استانبول ترکیه

ساختمان بلندمرتبه به ساختمانی گفته می‌شود که به صورت چندطبقه و بلند ساخته می‌شود و معمولاً کاربری مسکونی، تجاری یا اداری-مسکونی یا چند کاربری دارد و تفاوت آن با آسمان‌خراش در ارتفاع است. به ساختمان بلندمرتبه با کاربری مسکونی مجتمع مسکونی یا بلوک آپارتمان می‌گویند. در رابطه با حداقل ارتفاع یک ساختمان بلند مرتبه تعریف واحد و استانداردی وجود ندارد ولی اکثراً روی ساختمانی با حداقل ارتفاع ۲۳ متر اجماع نظر دارند.
در شهرهای بزرگ به علت کمبود زمین نیاز به تراکم جمعیتی را به کمک ساخت بلوک‌های آپارتمانی مرتفع می‌کنند.
ضوابط جدید ساختمان بلندمرتبه
شورای عالی شهرسازی و معماری ضوابط عام بلندمرتبه سازی را تصویب و برای اجرا به استانداران استان‌های با شهرهای بالای ۲۰۰ هزار نفر جمعیت ابلاغ کرد.
به گزارش خبرنگار مهر، شورای عالی شهرسازی و معماری ضوابط عام بلندمرتبه سازی را به استانداران ابلاغ کرد؛ لذا از تاریخ ابلاغیه این مصوبه صدور هرگونه مجوز برای احداث ساختمان‌های بلندمرتبه در سطح کشور صرفاً در چارچوب ضوابط این مصوبه مجاز خواهد بود.
بر اساس اعلام این شورای عالی، صدور مجوز هرگونه احداث ساختمان بلند در شهرهای کشور، صرفاً محدود به شهرهای با جمعیت بالای ۲۰۰ هزار نفر امکان‌پذیر خواهد بود. در آن دسته از شهرهای بالای ۲۰۰ هزار نفر و بیشتر که عرصه‌های بلندمرتبه در طرح‌های توسعه شهری مصوب آن پیش‌بینی نشده باشد، در صورت نیاز شهر و وجود تقاضا، ابتدا می‌بایست مصوبه توسط شهرداری با تأیید شورای اسلامی شهر تهیه و پس از تصویب در کمیسیون ماده پنج و شورای برنامه‌ریزی و توسعه استان، جهت تصویب نهایی به شورای عالی شهرسازی و معماری ایران ارائه شود.
بر اساس این مصوبه، ساختمان‌هایی که با ارتفاع ۲۷ متر و بیشتر یا ساختمانی که تعداد طبقات آن با احتساب همکف، ۸ طبقه و بیشتر باشد یا ارتفاع بالاترین کف طبقه قابل بهره‌برداری آنبیش از ۲۳ متر از تراز متوسط زمین باشد، بلندمرتبه نامیده می‌شود.
با این حال در شهرهای دارای طرح جامع معتبر (مصوب شورای عالی شهرسازی و معماری ایران) چنانچه آستانه دیگری برای تعیین ارتفاع ساختمان بلند تعریف شده باشد، همان ارتفاع با رعایت سایر ضوابط این مصوبه ملاک عمل خواهد بود.

## خصوصیات
اکثراً مجتمع‌های مسکونی دارای خصوصیات زیر هستند:
- معمولاً در این مجتمع‌ها از آسانسور برای ارتباط بین طبقات استفاده می‌شود.
- سازه این ساختمان‌ها بتن مسلح یا اسکلت فلزی است.
- به علت عدم نیاز به خرید زمین و تقسیم شدن هزینه آن بین واحدهای مسکونی قیمت واحدهای مسکونی آن معمولاً ارزان‌تر از ساختمان‌های معمولی است البته در دهه اخیر با رشد آپارتمان‌نشینی در شهرهای بزرگ، آپارتمان‌های گران‌قیمت نیز ساخته می‌شوند.